# Walter Busch (Tiermediziner)
Walter Busch (* 23. Juli 1932 in Haselbach; † 10. April 2020) war ein deutscher Veterinärmediziner.

## Leben
Er studierte Veterinärmedizin. Im Jahre 1957 promovierte er an der Veterinärmedizinischen Fakultät der Karl-Marx-Universität Leipzig und war anschließend als praktizierender Tierarzt tätig. Im Jahre 1959 wurde Walter Busch wissenschaftlicher Assistent an der Tierklinik für Geburtshilfe und Fortpflanzungsstörungen der Humboldt-Universität zu Berlin, wo er bis zu seiner Habilitation im Jahre 1965 als Oberassistent wirkte. 1966 erhielt er eine Dozentur und ab 1969 wirkte er als Fachtierarzt für Schweinekrankheiten. 1972 wurde Walter Busch außerordentlicher Professor und 1974 Leiter der obengenannten Tierklinik für Geburtshilfe und Fortpflanzungsstörungen in Berlin. Nach der deutschen Wiedervereinigung erhielt er 1993 als Professor einen Lehrstuhl am Fachbereich Veterinärmedizin der Freien Universität Berlin.
In Borsdorf setzte er sich zur Ruhe, wo er im Dezember 2016 das Fest der Diamanthochzeit beging.
Er war Mitglied im Freundeskreis Tiermedizin der Veterinärmedizinischen Fakultät der Universität Leipzig e.V. Über mehrere Jahre war er einer der Herausgeber der Zeitschriftenreihe Tierärztliche Praxis. Kleintiere/Heimtiere.

## Schriften
- Studienanleitung zur zuchthygienischen Weiterbildung - Rind. Aus der Tierklinik für Geburtshilfe und Fortpflanzungsstörungen der Sektion Tierproduktion und Veterinärmedizin der Humboldt-Universität zu Berlin, Berlin, 1983.
- mit Alois Holzmann: Veterinärmedizinische Andrologie. Physiologie und Pathologie der Fortpflanzung bei männlichen Tieren, 2001
- mit Wolfgang Methling: Tiergesundheitslehre- und Tierkrankheitslehre, 2003
- mit Dagmar Waberski: Künstliche Besamung bei Haus- und Nutztieren, 2007
- mit Joachim Schulz: Geburtshilfe bei Haustieren, 2008
- mit Dagmar Waberski: Manual de inseminación artificial de los animales domésticos y de explotación zootécnica, Zaragoza, 2010
- Mitwirkung am Lehrbuch der Schafkrankheiten, 4. vollständig neu bearbeitete Auflage, Berlin, 2001.